# Oscar Wester
Pour les articles homonymes, voir Wester.
Oscar Wester, né le 21 juin 1995 à Stockholm, est un skieur acrobatique suédois.

## Biographie
Il fait ses débuts en Coupe du monde en janvier 2013 et obtient son premier podium deux mois plus tard avec une deuxième place en slopestyle. En décembre 2017, il se classe deuxième du big air de Mönchengladbach et gagne à Font-Romeu en slopestyle. Il est finaliste du slopestyle des Jeux olympiques d'hiver de 2018, se classant finalement onzième.

## Palmarès

### Jeux olympiques
| Édition/Discipline     | Slopestyle |
| JO 2014 (Sotchi )      | 18e        |
| JO 2018 (Pyeongchang ) | 11e        |

### Championnats du monde
| Édition/Discipline    | Slopestyle |
| Mondiaux 2013 (Voss ) | 7e         |

### Coupe du monde
- 3e du classement de slopestyle en 2013.
- 3 podiums dont 1 victoire.